# San Mateo Sindihui
San Mateo Sindihui är en kommun i Mexiko.   Den ligger i delstaten Oaxaca, i den sydöstra delen av landet, 300 km sydost om huvudstaden Mexico City.
Följande samhällen finns i San Mateo Sindihui:
- San Isidro